# Catoxyethira elouardi
Catoxyethira elouardi is een schietmot uit de familie Hydroptilidae. De soort komt voor in het Afrotropisch gebied.